# Steve Harley & Cockney Rebel
I Cockney Rebel sono uno storico gruppo rock inglese, che raggiunse l'apice della propria carriera negli anni settanta. La loro musica spazia dal pop al rock progressivo, tuttavia sono generalmente considerati un gruppo glam rock. Dal 1975 hanno preso il nome di Steve Harley & Cockney Rebel.

## Storia
Steve Harley (nato come Steven Malcolm Ronald Nice a Deptford, Londra, il 27 febbraio 1951) iniziò la sua carriera musicale suonando nei locali folk di Londra (Les Cousins, The Troubadour, Bunjie's); più tardi fondò una folk band chiamata Odin, nella quale entrò a suonare come chitarrista e violinista John Crocker (conosciuto anche come Jean-Paul Crocker). I due decisero di fondare i Cockney Rebel e, dopo una serie di audizioni, entrarono nel gruppo il batterista Stuart Elliott, il bassista Paul Jeffreys ed il tastierista Milton Reame-James; dopo essere stati scritturati dalla EMI pubblicarono nel 1973 un primo singolo, “Sebastian”, che raggiunse subito la vetta delle classifiche nei Paesi Bassi e in Belgio. Il loro primo album, The Human Menagerie, fu distribuito lo stesso anno senza però ottenere un grande successo commerciale.
Il secondo album della band, The Psychomodo, uscì nel 1974; ll singolo tratto da esso,Mr. Soft, entrò nella top ten delle classifiche del Regno Unito., così come "Judy Teen", registrata in precedenza e non inclusa nell'album; il brano venne inserito nelle riedizioni successive di The Human Menagerie.
L'atteggiamento scontroso di Harley provocò però lo scioglimento del gruppo alla fine del tour seguito alla pubblicazione del disco: dei membri iniziali della band rimase il solo Elliott. Da questo momento il gruppo divenne in pratica un progetto del solo Harley, che a suggello della situazione rinominò la band Steve Harley & Cockney Rebel.
Il successivo album, The Best Years Of Our Lives, venne pubblicato nel 1975 e prodotto dall'ingegnere del suono dei Beatles, Alan Parsons. Una traccia del disco, Make Me Smile (Come Up and See Me), pubblicata come singolo nel febbraio del 1975, raggiunse la vetta delle classifiche britanniche e vendette nel mondo oltre un milione di copie, diventando il pezzo più conosciuto della band.
Passato il successo commerciale di Make Me Smile il declino fu piuttosto veloce; dopo il 1975 Harley non riuscì più a raggiungere il successo con i successivi dischi. Cantò nel brano The Voice di Alan Parsons, contenuto nell'album I Robot, e raggiunse le posizioni alte delle classifiche solo con una cover di Here Comes The Sun nel 1976 e con una canzone tratta dal musical Il Fantasma dell'Opera, di Andrew Lloyd Webber, nel 1980. Dal 1979 usò il suo solo nome, ad eccezione dell'album del 2005, The Quality of Mercy, pubblicato ancora sotto il nome di Steve Harley & Cockney Rebel.
La canzone Make Me Smile (Come Up and See Me) è stata inclusa nelle colonne sonore dei film The Full Monty del 1997, Velvet Goldmine del 1998, e L'erba di Grace del 2000.
Il bassista della prima formazione dei Cockey Rebel, Paul Jeffreys, morì il 21 dicembre 1988 nel disastro aereo del Volo Pan Am 103 sui cieli di Lockerbie. Era insieme alla moglie in luna di miele.

## Formazione
- John Crocker - violino / mandolino / chitarra – 1972-74
- Paul Jeffreys - basso – 1973-74
- Milton Reame-James - tastiere – 1973-74
- Stuart Elliot - batteria - 1973-77, 2006
- Jim Cregan - chitarra - 1975-77
- Duncan MacKay - tastiere – 1975-77
- George Ford - basso – 1975-77

## Discografia

### Cockney Rebel
- The Human Menagerie – 1973
- The Psychomodo – 1974

### Steve Harley & Cockney Rebel
- The Best Years Of Our Lives – 1975
- Timeless Flight – 1976
- Love's A Prima Donna – 1976
- Face To Face - A Live Recording – 1977

### Steve Harley
- Hobo With A Grin – 1978
- The Candidate – 1979
- Yes You Can – 1992
- Poetic Justice – 1996
- Stripped To The Bare Bones/Unplugged (Live) – 1998

### The Steve Harley Band
- Anytime! - 2004

### Steve Harley & Cockney Rebel
- The Quality of Mercy – 2005
- Stranger comes to Town - 2010
- Birmingham - 2013